# Weidenbach (Mittelfranken)
Weidenbach ist ein Markt im mittelfränkischen Landkreis Ansbach, Sitz der Verwaltungsgemeinschaft Triesdorf und zählt zur Metropolregion Nürnberg. Der Markt ist Gewinner des Bezirksentscheids 2008/2010 „Unser Dorf hat Zukunft – unser Dorf soll schöner werden“. Die Gemeindeteile Weidenbach und Triesdorf, welches bis 1806 die Sommerresidenz der Markgrafen von Brandenburg-Ansbach war, sind baulich zusammengewachsen. Durch die Nähe der Residenz sind in Weidenbach viele bürgerliche Bauten des Ansbacher Spätbarock erhalten geblieben.

## Geographie
Weidenbach liegt 15 km südsüdöstlich von Ansbach im Altmühltal nördlich der Fränkischen Alb.

### Gemeindegliederung
Die Gemeinde hat neun Gemeindeteile (in Klammern ist der Siedlungstyp angegeben):
- Esbach (Dorf)
- Irrebach (Dorf)
- Kolmschneidbach (Weiler)
- Leidendorf (Kirchdorf)
- Nehdorf (Dorf)
- Rosenhof (Einöde)
- Triesdorf (Dorf)
- Weidenbach (Hauptort)
- Weiherschneidbach (Dorf)

Das Gemeindegebiet ist in den Gemarkungen Leidendorf und Weidenbach aufgeteilt. Die Gemarkung Weidenbach hat eine Fläche von 7,778 km². Sie ist in 1338 Flurstücke aufgeteilt, die eine durchschnittliche Fläche von 5813,04 m² haben. In ihr liegt neben dem namensgebenden Ort der Gemeindeteil Triesdorf.

### Nachbargemeinden
| Ansbach      |                                             | Lichtenau  |
| Burgoberbach | Kompassrose, die auf Nachbargemeinden zeigt | Merkendorf |
| Bechhofen    |                                             | Ornbau     |

## Geschichte
Im Jahre 1229 wurde der Ort als „Widenbach“ erstmals urkundlich erwähnt. Es wurde dort als freies Bauerndorf beschrieben. Der Ortsname leitet sich von einem gleichnamigen schon zuvor gebrauchten Gewässernamen ab, dessen Bestimmungswort das mhd. „wîde“ (= Weide) bzw. „wîdîn“ (= von Weidenholz). Es handelt sich somit um einen von Weiden bestandenen Bach.
Das Kloster Heilsbronn erhielt daselbst Güter durch Schenkung von Ulrich von Muhr Senior, Miles, und einem Klosterdiener Konrad Steudner, durch Kauf von Heinz Wagner. Sieben Anwesen wurden dem Kloster abgabepflichtig. Im 16-Punkte-Bericht des heilsbronnischen Vogtamts Merkendorf aus dem Jahr 1616 wurden für Weidenbach 3 Halbhöfe und 3 Güter angegeben, die dem Verwalteramt Merkendorf unterstanden. Die Anwesen anderer Grundherren werden nicht angegeben. Die Fraisch hatte das brandenburg-ansbachische Kasten- und Stadtvogteiamt Windsbach.
Im Jahre 1600 wurde das benachbarte Bauerndorf Triesdorf von den Herren von Seckendorff an den Ansbacher Markgraf Georg Friedrich I. verkauft. Der Markgraf und seine Nachfolger bauten Triesdorf zu ihrer Sommerresidenz aus, im Zuge dieses Umbaus wurden die 16 Triesdorfer Bauern nach Weidenbach umgesiedelt. Ab 1682 begannen größere Umbauarbeiten in Triesdorf, das Weiße Schloss wird erbaut und Triesdorf wird mit einer Backsteinmauer, der sogenannten Roten Mauer umgeben. 1624 wird Weidenbach das Marktrecht verliehen.
Im 16-Punkte-Bericht des Oberamtes Ansbach von 1684 wurden für Weidenbach 54 Mannschaften verzeichnet: 3 Anwesen unterstanden dem Hofkastenamt Ansbach, 34 Anwesen dem Stiftsamt Ansbach, 6 Anwesen dem Verwalteramt Merkendorf, 5 Anwesen dem Hochstift Eichstätt, 3 Anwesen den Herren von Crailsheim, 1 Anwesen Forndorf, 1 Anwesen dem Deutschen Orden und 1 Anwesen den Herren von Lentersheim. Das Hochgericht, die Dorf- und Gemeindeherrschaft und den Hirtenstab hatte das brandenburg-ansbachische Stiftsamt Ansbach.
Als Christian Friedrich Carl Alexander von Brandenburg-Ansbach die Regentschaft über das Markgrafentum übernimmt, begann ein zweiter Bauboom in Triesdorf. Alexander hegte eine große Leidenschaft für die Jagd. In Triesdorf bot sich ihm für seine Leidenschaft ein weites Betätigungsfeld. Offiziell war sein Regierungssitz zwar Ansbach, aber durch die Liebe zur Jagd hielt er sich die meiste Zeit in Triesdorf auf. Durch die ständige Anwesenheit war eine Umfangreiche Hofhaltung notwendig. So wurde auch eine Ökonomie gegründet, die der Ernährung der Hofgesellschaft sichern sollte. Viele Angehörige des Hofes bauten sich in Weidenbach bürgerliche Häuser im klassischen spätbarocken Stil. 1848 wurde der Gutshof Standort der Königlich Bayerischen Kreisackerbauschule Triesdorf.
Gegen Ende des 18. Jahrhunderts gab es in Weidenbach 64 Untertansfamilien, von denen 54 ansbachisch waren. Von 1797 bis 1808 unterstand der Ort dem Justiz- und Kammeramt Ansbach.
Im Geographischen statistisch-topographischen Lexikon von Franken (1804) wird der Ort folgendermaßen beschrieben:

„Weidenbach, großer wohlgebauter mit einer sehr schönen im Jahre 1736 neu erbauten Kirche gezierter Marktflecken, liegt 1⁄2 Stunde nördlich von Ohrnbau, wovon er ehedem ein Filial war, bey Triesdorf, und zählt 64 Unterthanen, wovon 5 Eichstättisch, und zum oberländischen Pfleg- und Stadtvogteyamte Ahrberg Ohrnbau gehörig sind, welche vom Hofgerichte im J. 1369 demselben zuerkannt wurden.
Dieser Ort erhielt im Jahre 1495 Marktrecht, hatte einst ein eignes Schöpfengericht, und verdankt den Wohlstand der Einwohner großen Theils dem nahen Triesdorf, ehemaligen Sommeraufenthalte des Markgrafen von Ansbach.“

Im Jahre 1806 kam Weidenbach an das Königreich Bayern. Im Rahmen des Gemeindeedikts wurde 1808 der Steuerdistrikt Weidenbach gebildet, zu dem Esbach, Irrebach, Kolmschneidbach, Leidendorf und Triesdorf gehörten. Wenig später entstand die Ruralgemeinde Weidenbach, die deckungsgleich mit dem Steuerdistrikt war. Sie war in Verwaltung und Gerichtsbarkeit dem Landgericht Herrieden zugeordnet und in der Finanzverwaltung dem Rentamt Herrieden (1919 in Finanzamt Herrieden umbenannt, seit 1929 Finanzamt Ansbach). Mit dem Zweiten Gemeindeedikt (1818) wurden drei Ruralgemeinden gebildet:
- Esbach mit Irrebach;
- Leidendorf mit Kolmschneidbach;
- Weidenbach mit Triesdorf.

Ab 1862 gehörte Weidenbach zum Bezirksamt Feuchtwangen (1939 in Landkreis Feuchtwangen umbenannt). Die Gerichtsbarkeit blieb beim Landgericht Herrieden (1879 in Amtsgericht Herrieden umbenannt), seit 1931 ist das Amtsgericht Ansbach zuständig. Die Gemeinde hatte 1964 eine Gebietsfläche von 7,782 km².

### Eingemeindungen
Vor der Gebietsreform in Bayern hatte Weidenbach nur den Gemeindeteil Triesdorf. Am 1. Juli 1971 wurde die Gemeinde Leidendorf mit ihren Gemeindeteilen eingegliedert.

### Einwohnerentwicklung
Im Zeitraum 1988 bis 2018 stieg die Einwohnerzahl von 1944 auf 2255 um 311 Einwohner bzw. um 16 %.
Gemeinde Weidenbach
| Jahr      | 1818   | 1840   | 1852   | 1861   | 1867   | 1871   | 1875   | 1880   | 1885   | 1890   | 1895   | 1900   | 1905   | 1910   | 1919   | 1925   | 1933   | 1939   | 1946   | 1950   | 1961   | 1970   | 1987   | 1995 | 2005 | 2015   |
| Einwohner | 835    | 732    | 823    | 834    | 844    | 858    | 851    | 871    | 904    | 845    | 877    | 885    | 857    | 829    | 728    | 831    | 862    | 942    | 1236   | 1344   | 1327   | 1240   | 1994   | 2003 | 2189 | 2195   |
| Häuser    | 238    | 127    |        |        |        | 141    |        |        | 146    | 134    |        | 147    |        |        |        | 147    |        |        |        | 156    | 193    |        | 468    |      |      | 680    |
| Quelle    | [ 17 ] | [ 18 ] | [ 19 ] | [ 20 ] | [ 21 ] | [ 22 ] | [ 23 ] | [ 24 ] | [ 25 ] | [ 26 ] | [ 19 ] | [ 27 ] | [ 19 ] | [ 28 ] | [ 19 ] | [ 29 ] | [ 19 ] | [ 19 ] | [ 19 ] | [ 30 ] | [ 14 ] | [ 31 ] | [ 32 ] |      |      | [ 33 ] |

Ort Weidenbach
| Jahr      | 001818 | 001840 | 001861 | 001871 | 001885 | 001900 | 001925 | 001950 | 001961 | 001970 | 001987 |
| Einwohner | 664    | 602    | 681    | 631    | 666    | 663    | 572    | 871    | 813    | 830    | 1164   |
| Häuser    | 182    | 99     |        |        | 118    | 123    | 121    | 129    | 151    |        | 288    |
| Quelle    | [ 17 ] | [ 18 ] | [ 20 ] | [ 22 ] | [ 25 ] | [ 27 ] | [ 29 ] | [ 30 ] | [ 14 ] | [ 31 ] | [ 32 ] |

## Politik

### Marktgemeinderat
Der Weidenbacher Marktgemeinderat hat 15 Mitglieder einschließlich des Bürgermeisters. Bei der Kommunalwahl vom 15. März 2020 gab es folgendes Ergebnis:
- Freie Wählergemeinschaft und die Weidenbacher Liste: 11 Sitze (−1)
- Bürgerliste: 3 Sitze (+3)
- Liste Weidenbach-Triesdorf: nicht angetreten

### Bürgermeister
- Willi Albrecht (Erster Bürgermeister)
- Heidi Ebersberger (Zweite Bürgermeisterin)
- Christian Höger (Dritter Bürgermeister)

### Wappen und Flagge
| Wappen von Weidenbach | Blasonierung: „Gespalten von Silber und Schwarz; vorne über gesenktem blauen Wellenbalken ein gebogener grüner Weidenzweig, hinten ein auffliegender widersehender silberner Falke, der ein goldenes Pflugmesser in den Fängen hält.“ |
| Wappen von Weidenbach | Wappenbegründung: Der Weidenzweig über dem blauen Wellenbalken steht redend für den Ortsnamen. Die Farben Silber und Schwarz sind dem markgräflichen Wappen entnommen. Die Ansbacher Markgrafen hatten hier ihre Sommerresidenz. Markgraf Karl Wilhelm Friedrich betrieb hier die Falkenjagd. Daran erinnert der Falke. Das Pflugmesser weist auf die landwirtschaftliche Struktur des Gemeindegebiets hin. Weidenbach führt seit 1983 ein eigenes Wappen. |

Die Gemeindeflagge ist grün-gelb.

### Gemeindepartnerschaften
Weidenbach unterhält eine Gemeindepartnerschaft zu Besenyszög, Ungarn.

## Kultur und Sehenswürdigkeiten

### Baudenkmäler
- Markgrafen- und Pfarrkirche
- Weißes Schloss
- Rotes Schloss
- Villa Sandrina
- Altes Reithaus
- Altes Hofgartenschloss
- Jägerhaus
- Forsthaus
- Kavaliershäuschen (holländische Häuslein)
- Seckendorffburg
- Marstall und Stallmeisterei
- Meierei
- Rote Mauer
- Steinkreuz in Weidenbach

### Parks
- Barockgarten
- Weidenpark

### Naturdenkmäler
- Deutschlands einziger Biberlehrpfad
- Platanenalleen Richtung Ansbach und Merkendorf

### Sport
- Radweg: Meister (r)Ade(l)bar – mit dem Storch unterwegs im Altmühltal
- Tore-Türme-Schlösser-Radweg (Triesdorf–Weidenbach–Ornbau–Arberg–Bechhofen–Merkendorf–Wolframs-Eschenbach–Windsbach–Mitteleschenbach–Haundorf–Muhr am See)
- Radweg Ansbach–Altmühl (Ansbach entlang der B 13 bis Leidendorf dann durch Triesdorf nach Ornbau, von Ornbau aus als Altmühlradweg entlang des Altmühlsees bis Kelheim).

### Regelmäßige Veranstaltungen
- Weidenbacher Kirchweih (Anfang Mai)
- Festball der ‚Vereinigung ehemaliger Triesdorfer‘ (am Samstag vor dem Triesdorfer Johannitag)
- Triesdorfer Johannitag (Tag der Offenen Tür im Bildungszentrum Triesdorf, Sonntag nach dem 24. Juni, dem Feiertag Johannes des Täufers)
- Rosenhofkirchweih in Nehdorf (im Juli)
- Kirchweih in Leidendorf (im Juli)
- Weidenbacher Dorffest (im Juli)
- Brotbackfest in Leidendorf (Ende August)
- Weidenbacher Herbstmarkt (Sonntag vor Erntedank)
- historische Führung durch die historischen Gebäude und die Landschaftsparks
- Führung durch den landwirtschaftlichen Betrieb mit fachlich fundierten Aussagen für nicht landwirtschaftliches Publikum

## Wirtschaft und Infrastruktur

### Verkehr

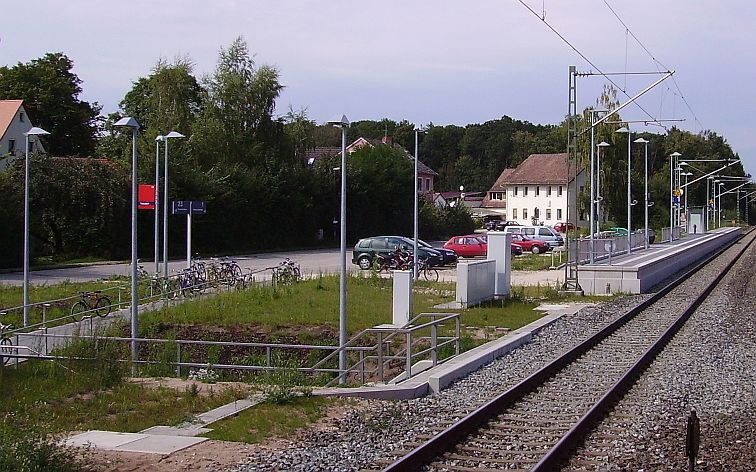
Bahnhof Triesdorf

Die Staatsstraße 2411 verläuft zur Bundesstraße 13 (1,2 km nördlich) bzw. an Ornbau vorbei nach Arberg (7 km südlich). Die Staatsstraße 2220 führt nach Triesdorf-Bahnhof zur B 13 (2 km östlich) bzw. nach Irrebach (2,8 km westlich). Gemeindeverbindungsstraßen führen nach Haag (2,5 km südwestlich), nach Esbach (1,8 km westlich) und die St 2411 kreuzend nach Ornbau (2,2 km südlich).
In ca. 3,5 km Entfernung befindet sich der Bahnhof Triesdorf an der Bahnstrecke Treuchtlingen–Würzburg.

### Bildung

Portal der Hochschule in Triesdorf, ehemalige Infanteriekaserne der Markgrafen von Brandenburg-Ansbach

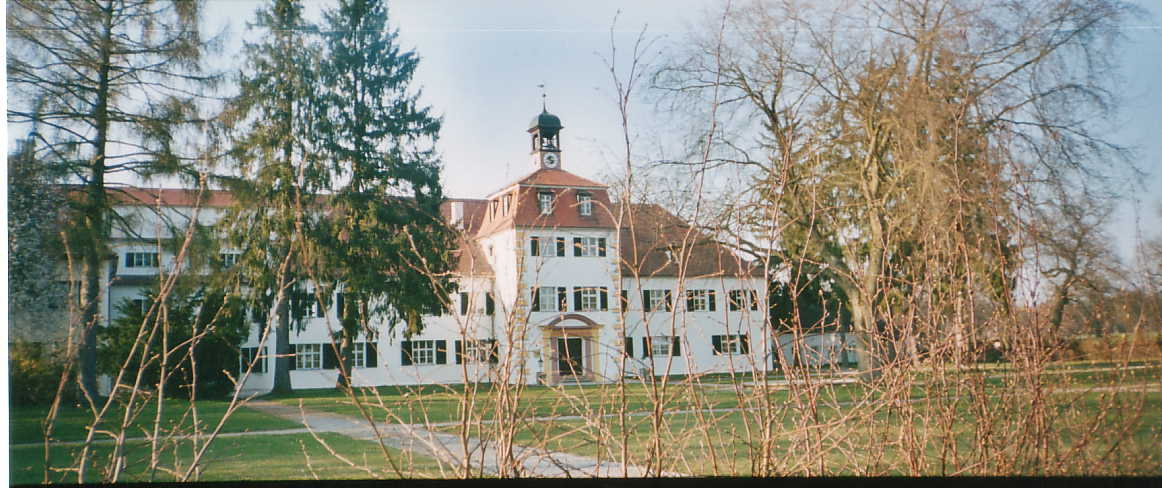
Das „Weiße Schloss“ der Markgrafen von Brandenburg-Ansbach, heute Sitz der Fachakademie für Hauswirtschaft

- Im Gemeindeteil Triesdorf befindet sich das Landwirtschaftliche Bildungszentrum Triesdorf[36]
- Gutshof des Bezirks Mittelfranken
- Lehr-, Versuchs- und Fachzentrum für Milchanalytik (LVFZ) der Bayerischen Landesanstalt für Landwirtschaft, Berufsschule für Milchwirtschaftliche Laboranten in Bayern, Fortbildung zum Milchwirtschaftlichen Labormeister
- Lehrmolkerei des Milchwirtschaftlichen Vereins Franken e. V.
- Landwirtschaftliche Lehranstalten Triesdorf (im Besitz des Bezirks Mittelfranken)
  - Tierhaltungsschule
  - Landmaschinenschule
- Standort der Hochschule Weihenstephan-Triesdorf mit den Fakultäten Landwirtschaft – Lebensmittel – Ernährung (Bachelor-Studiengänge: Landwirtschaft, Lebensmittelmanagement, Ernährung und Versorgungs-management, Agrartechnik und den Masterstudiengängen: MBA in Regionalmanagement, Internationaler MBA in Agrarmanagement) und die Fakultät Umwelt-Ingenieurwesen (Bachelor-Studiengänge: , Technologie Erneuerbarer Energien, Wassertechnologie). Die Hochschule ging aus der Ingenieursschule für Landwirtschaft hervor, die 1971 zur Fachhochschule wurde.
- Staatliche Fachakademie für Landwirtschaft, Fachrichtung  Ernährung und Versorgung mit Kompetenzzentrum Hauswirtschaft
- staatliche Technikerschule für Agrarwirtschaft
- staatliche Höhere Landbauschule
- Staatliche Fachoberschule/Berufsoberschule für Landwirtschaft (Schwerpunkte Landwirtschaft, Forstwirtschaft, Garten- und Landschaftsbau,  und Ernährung)
- Staatliche Berufsschule Ansbach, Außenstelle Triesdorf, mit den Fachbereichen Landwirt, Milchwirtschaftlicher Laborant, Tierpfleger, Tierwirt und Fachkraft Agrarservice